# Campionati europei di triathlon middle distance del 1992
I Campionati europei di triathlon middle distance del 1992 (VI edizione) si sono tenuti a Joroinen, Finlandia.

## Risultati

### Élite uomini
| Pos. | Nome              | Paese       | Totale  |
| ---- | ----------------- | ----------- | ------- |
|      | Glenn Cook        | Regno Unito | 3:37:58 |
|      | Thomas Hellriegel | Germania    | 3:39:17 |
|      | Philippen Methion | Francia     | 3:39:22 |

### Élite donne
| Pos. | Nome                       | Paese       | Totale  |
| ---- | -------------------------- | ----------- | ------- |
|      | Jeannine De Ruysscher      | Belgio      | 4:05:19 |
|      | Isabelle Mouthon-Michellys | Francia     | 4:06:48 |
|      | Thea Sybesma               | Paesi Bassi | 4:09:03 |